# Милосердя (телесеріал)
«Милосердя» (тур. Merhamet) — турецький драматичний телесеріал, адаптований за романом Ханде Алтайлі «Каперенгі».

## Сюжет
Нарін — дівчина з бідної сім'ї. ЇЇ батько страждає на алкоголізм. Борючись із тиском родини, яка вимагає щоб дівчина кинула школу, вона тікає до великого міста. Завдяки старанному навчанню Нарін стає успішним юристом.
У місті Нарін знайомиться з багатою дівчиною Деніз, але стикається з труднощами, коли в її житті знову з'являється Фірат, її перше кохання, який заручений із сестрою Деніз.

## Акторський склад
- Озгю Намаль — Нарін Йилмаз Казан
- Ібрагім Челіккол — Фірат Казан
- Бурчин Терзіоглу — Деніз
- Мустафа Устюндаґ — Сермет Караєль
- Ясемін Аллен — Ірмак
- Ахмет Ріфат Шунгар — Атіф
- Тургут Тунсалп — батько Нарін
- Айшегюль Дженгіз Акман
- Коста Кортіс
- Гонча Чиласун

## Прем'єра
| Сезон   | Дні виходу           | Кількість епізодів | Прем'єра сезону    | Прем'єра сезону | Фінал сезону       | Фінал сезону | Канал   |
| Сезон   | Дні виходу           | Кількість епізодів | Дата               | Рейтинг         | Дата               | Рейтинг      | Канал   |
| ------- | -------------------- | ------------------ | ------------------ | --------------- | ------------------ | ------------ | ------- |
| 1 сезон | Середа 20:00         | 19                 | 13 лютого 2013 р.  | 5,65 [2]        | 19 червня 2013 р.  | 3,65 [3]     | Канал Д |
| 2 сезон | Середа 20:00 / 22:00 | 25                 | 11 вересня 2013 р. | 3,35 [4]        | 12 березня 2014 р. | 4.48         | Канал Д |

## Трансляції в інших країнах
| Країна             | Канал(и)             | Дата випуску                  | Найменування                         |
| ------------------ | -------------------- | ----------------------------- | ------------------------------------ |
| Іран               | GEM TV               | 15 вересня 2013 р.            | Мархамат (مرحمت)                     |
| Хорватія           | Нова                 | 26 листопада 2013 р.          | Мілост                               |
| Пакистан           | Урду 1 Drama Central | 16 квітня 2014, вересень 2020 | Bad Naseeb (بد نصیب) Милосердя       |
| Болгарія           | bTV                  | 5 листопада 2014 р.           | Милость                              |
| Сербія             | Перша                | 23 лютого 2015 р.             | Мілост                               |
| Румунія            | Acasă TV             | 28 жовтня 2015 р.             | Іертаре                              |
| Арабський світ     | MBC4, MBC 1 Алараб   | 2015 рік                      | Аль-Рахма Модабла (الحلقات - الرحمة) |
| Сполучені Штати    | Pasiones TV          | 3 травня 2016 р.              | Милосердя                            |
| Пуерто Ріко        | WAPA-TV              | 9 травня 2016 р.              | Мерхамет                             |
| Північна Македонія | Сітел ТВ             | 15 червня 2016 р.             | Милость                              |
| Росія              | Домашнє ТБ           | 25 травня 2014 р.             | Милосердие                           |